# Xiong'an
Xiong'an, ou plus officiellement Nouveau district de Xiong'an  (雄安新区 ; pinyin : Xióng'ān Xīnqū), est un nouveau district (en) créée dans la province du Hebei, qui s'inscrit dans la région capitale Jing-Jin-Ji (Pékin-Tianjin-Hebei). Modèle de développement coordonné et « ville verte », cette ville nouvelle permettra aussi de décharger Pékin des fonctions qui ne sont pas essentielles à son rôle de capitale.
Le projet est d'en faire une « ville verte » et « bas carbone » grâce à la biomasse, la géothermie et le solaire ; et un modèle pour le développement durable urbain, à horizon 2035, pour les villes du pays (et de l'étranger). 2 millions d’habitants sont potentiellement prévus dès 2022 et 25 millions en 2035. Des groupes chinois tels que Baidu, Sinopec, State Grid Corporation of China, etc. investissent dans le projet.

## Histoire
Le 1er avril 2017, la Chine a annoncé la décision de créer la Nouvelle Zone de Xiong'an dans la province du Hebei pour faire progresser le développement coordonné de la région autour de la capitale chinoise.
Selon le média chinois, il s'agit d'une autre Nouvelle Zone d'une importance nationale, après la Zone économique spéciale de Shenzhen, dans la province méridionale du Guangdong, et la Nouveau district de Pudong à Shanghai, selon une circulaire publiée par le Comité central du Parti communiste chinois et le Conseil des Affaires d'État (gouvernement central chinois).

## Situation géographique

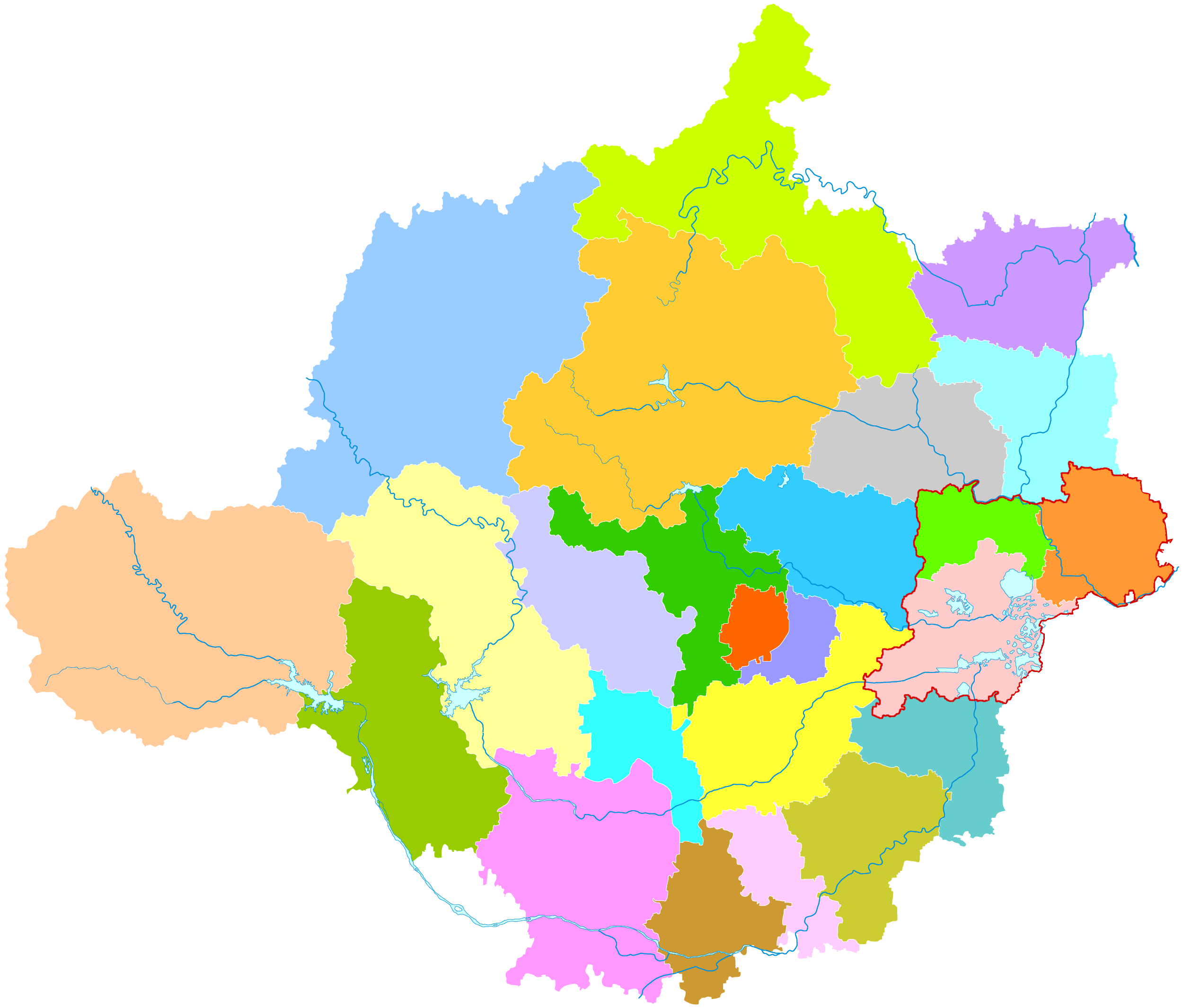
Emplacement de Xiong'an dans la province du Hebei

La Nouvelle Zone de Xiong'an, à quelque 100 km au sud-ouest du centre de Beijing, va couvrir trois xians (Xian de Xiong, Xian de Rongcheng, Xian d'Anxin) situés au centre d'une région triangulaire formée par Beijing, Tianjin et Shijiazhuang, capitale du Hebei. L'établissement de ce nouveau territoire doit être un moteur de développement de la région Jing-jin-ji, au nord de la Chine, aux côtés des autres régions économiques historiques qui sont le Delta du Yangzi Jiang et le Delta de la rivière des Perles (Grande Baie).
La nouvelle zone devra couvrir au début une superficie d'environ 100 km2, et sera étendue à 200 km2 à moyen terme, puis à 2 000 km2 à long terme.

## Développements
Le projet de Xiong'an consiste en un projet de création d'une nouvelle ville de démonstration du socialisme chinois dans un urbanisme moderne chinois. L'importance de son rôle serait du même niveau que le nouveau district de Pudong ou la zone économique spéciale de Shenzhen, qui ont joué des rôles considérables dans la progression du pays à leurs époques.

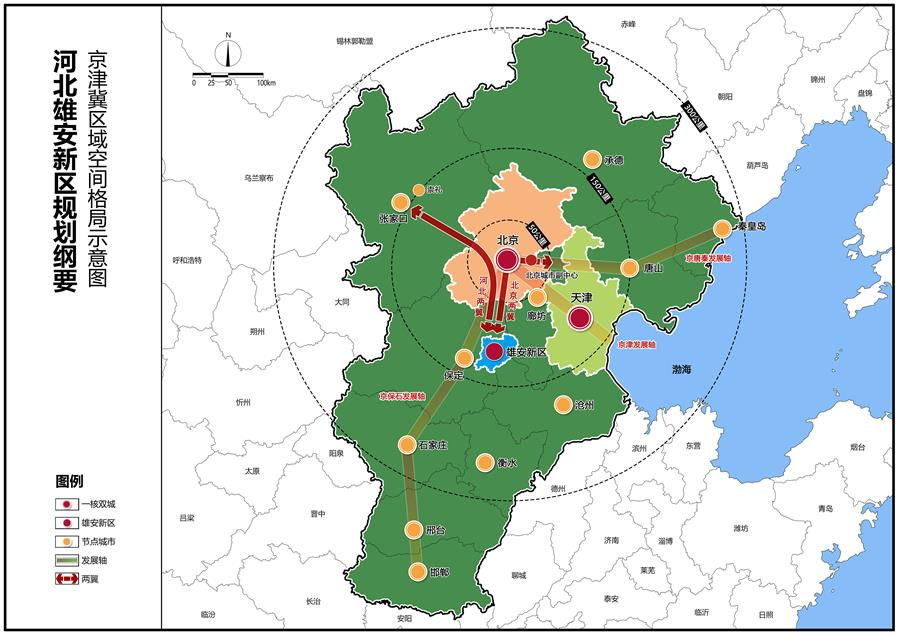
Xiong'an au centre de la région Jing-jin-ji
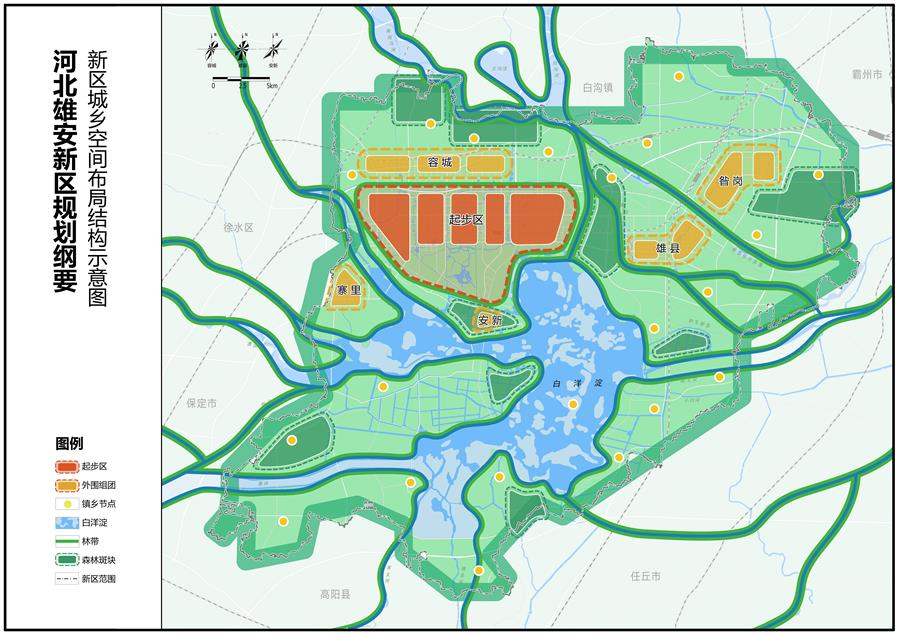
Création de Xiong'an autour du lac Baiyangdian
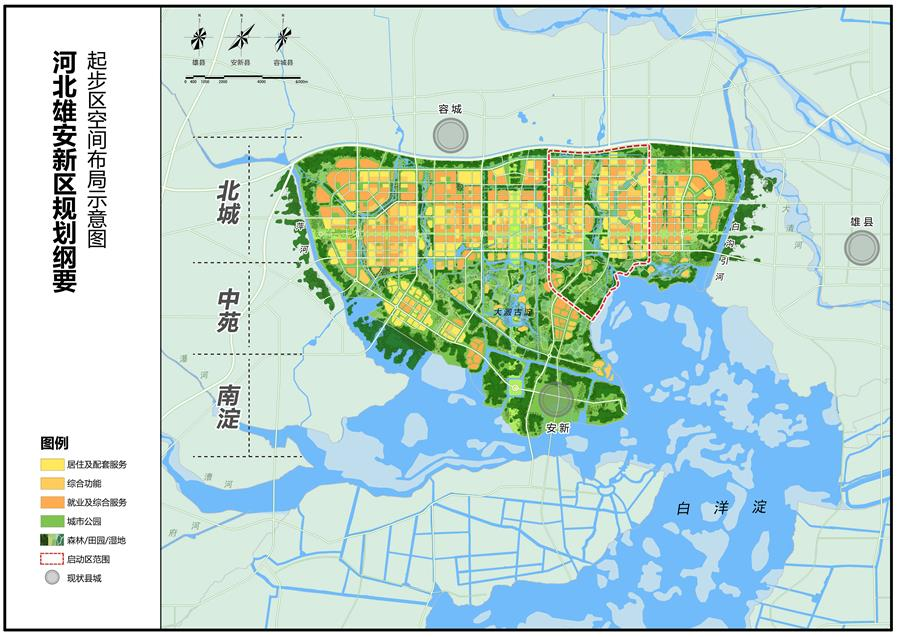
Le premier stade de la création, divisé en trois blocs : la ville au nord, le jardin au centre et le lac au sud.
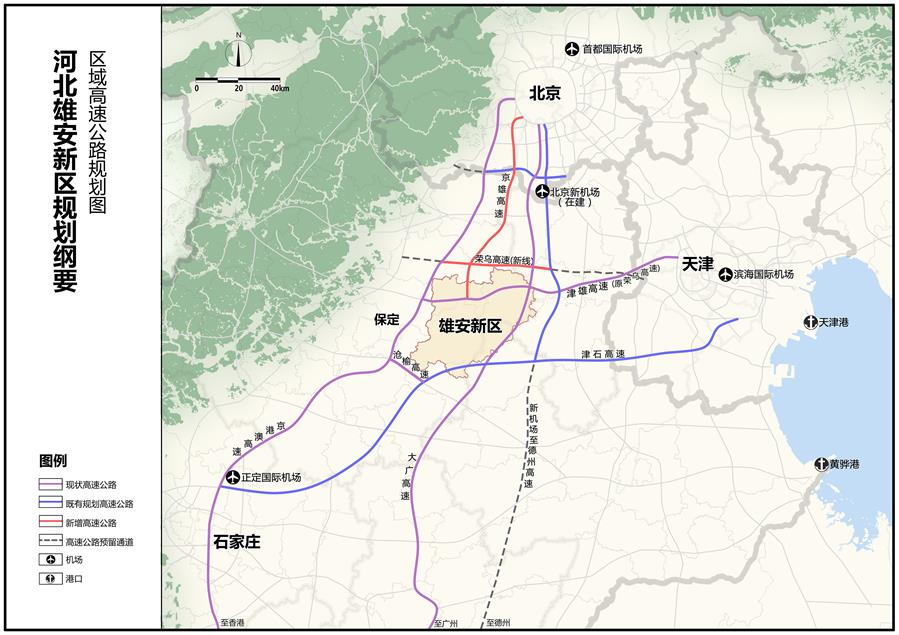
Le projet de liaisons autoroutières pour desservir Xiong'an, relié notamment à Pékin et Tianjin et leurs infrastructures aéroportuaires.

## Transport
- Gare de Xiong'an, la plus grande gare d'asie.

## Galerie

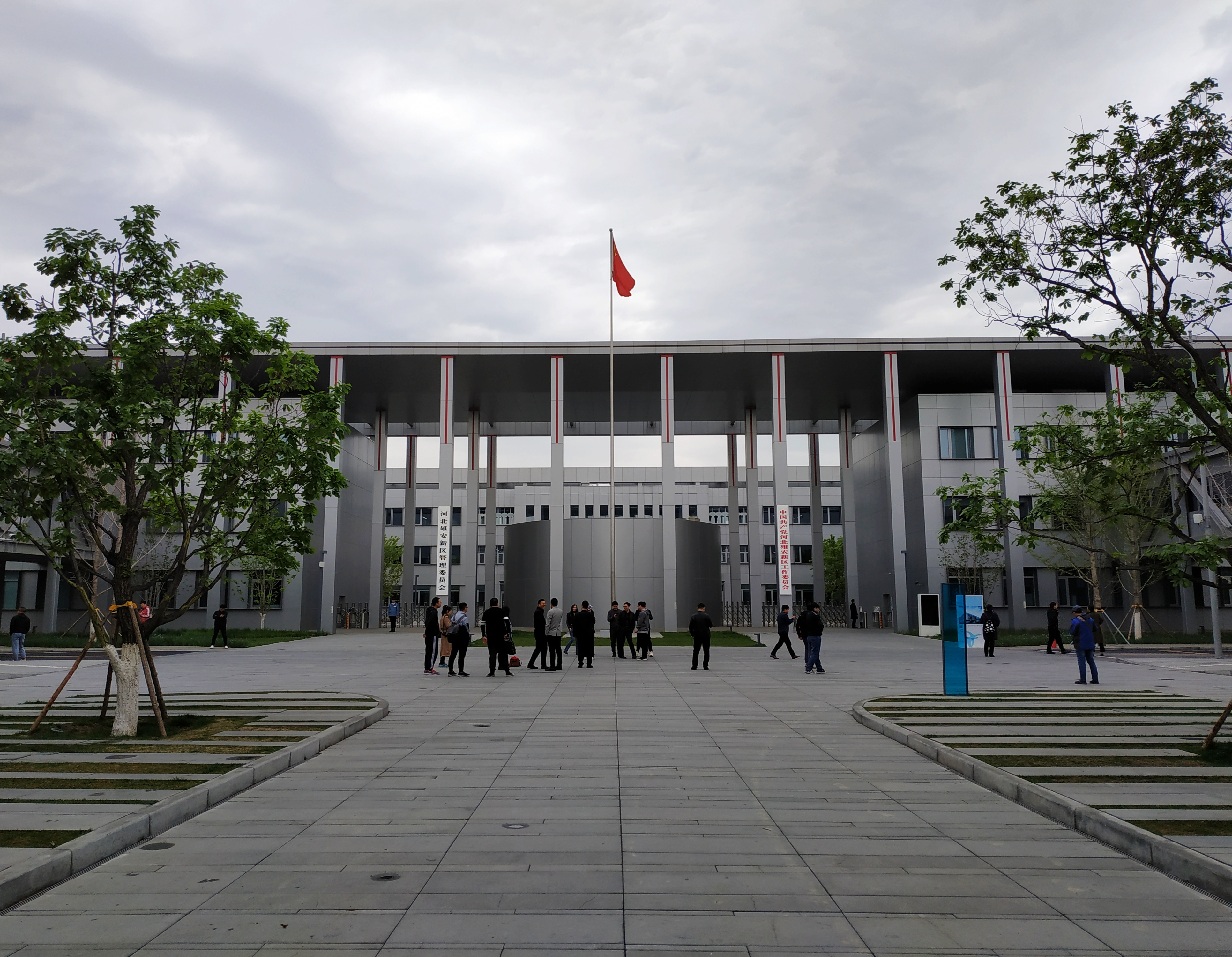
Nouveau bâtiment administratif de Xiong'an
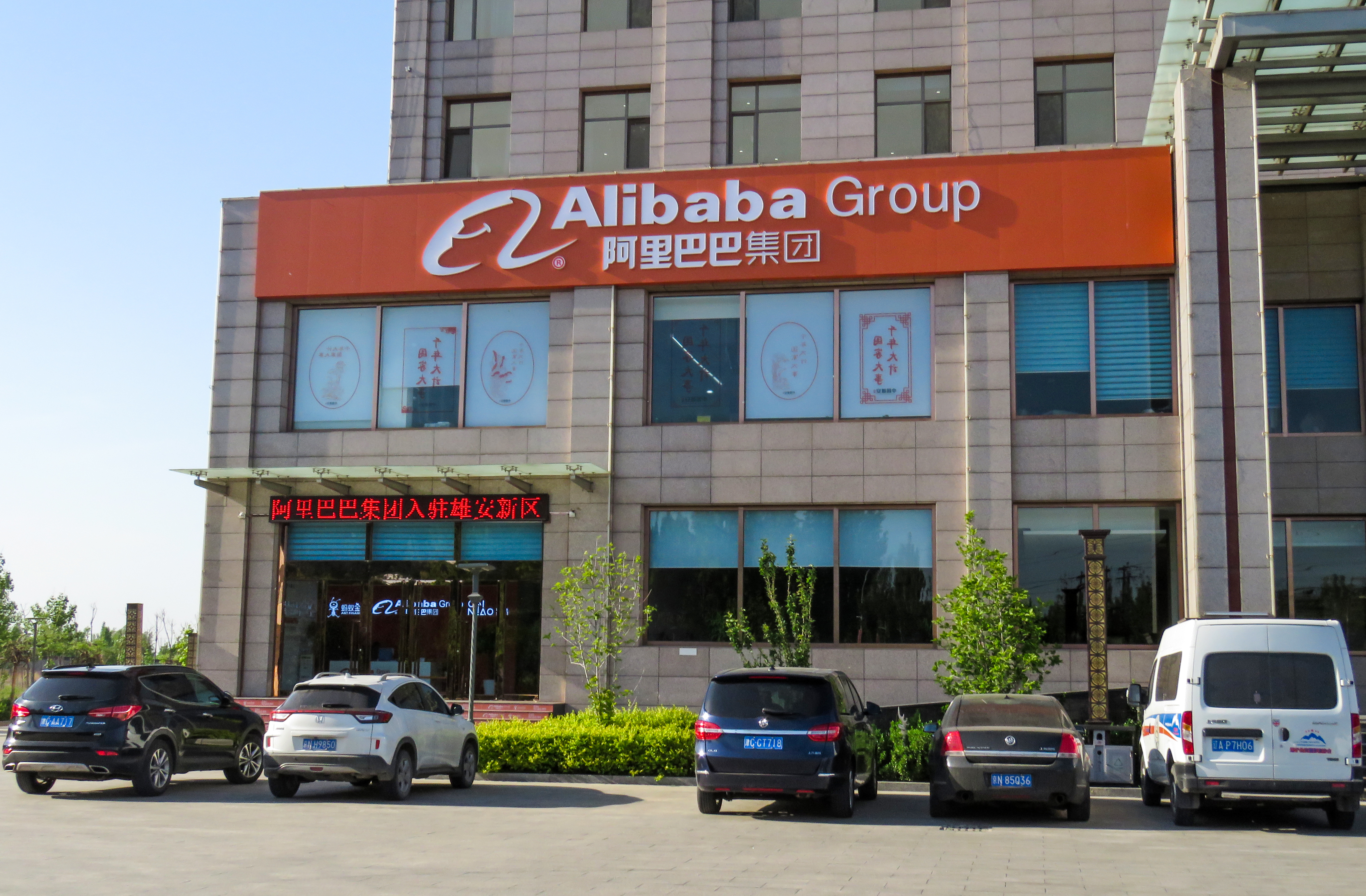
Installation de sièges de grandes groupes, ici, Alibaba
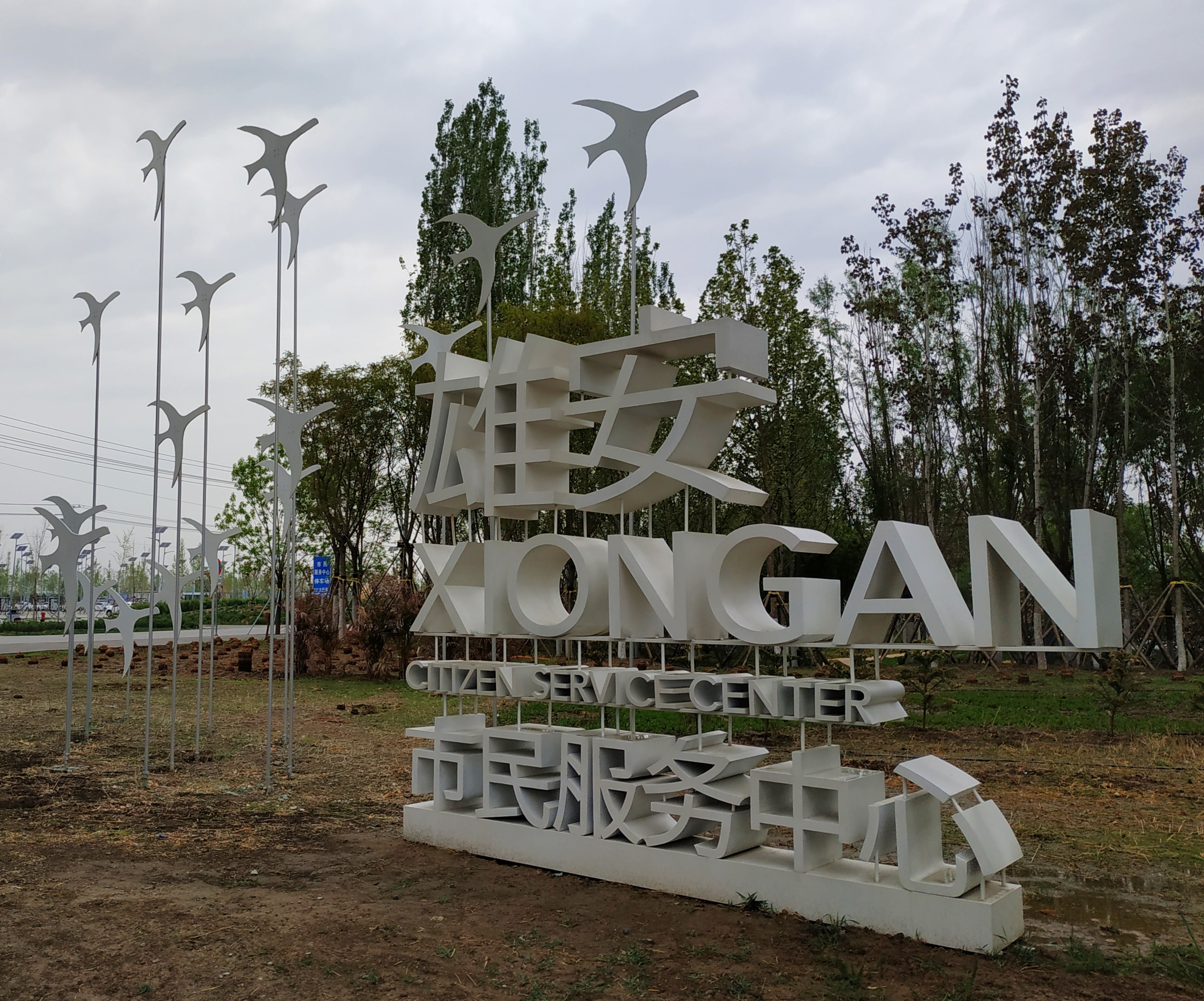
Centre de service des citoyens de Xiong'an
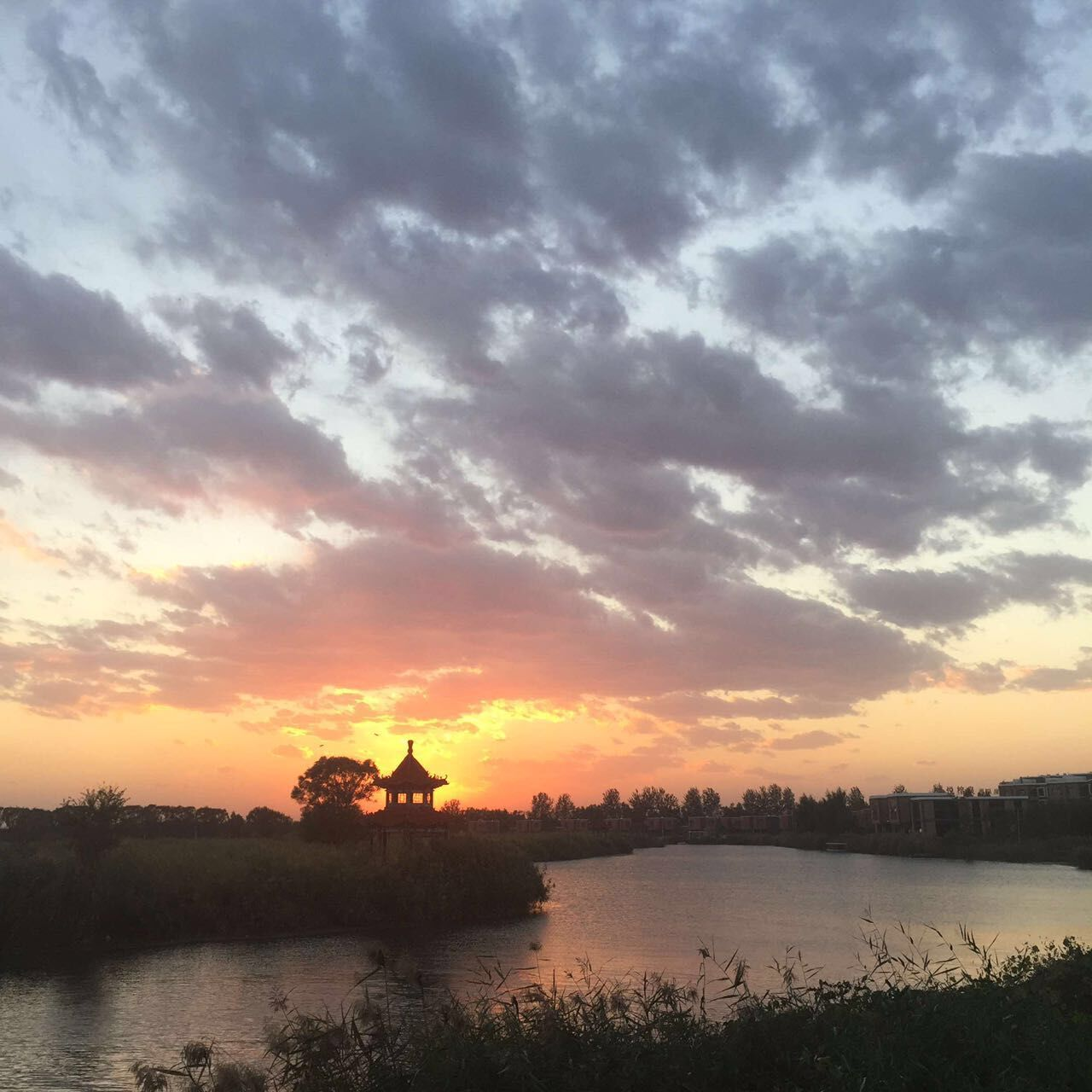
Lac Baiyangdian
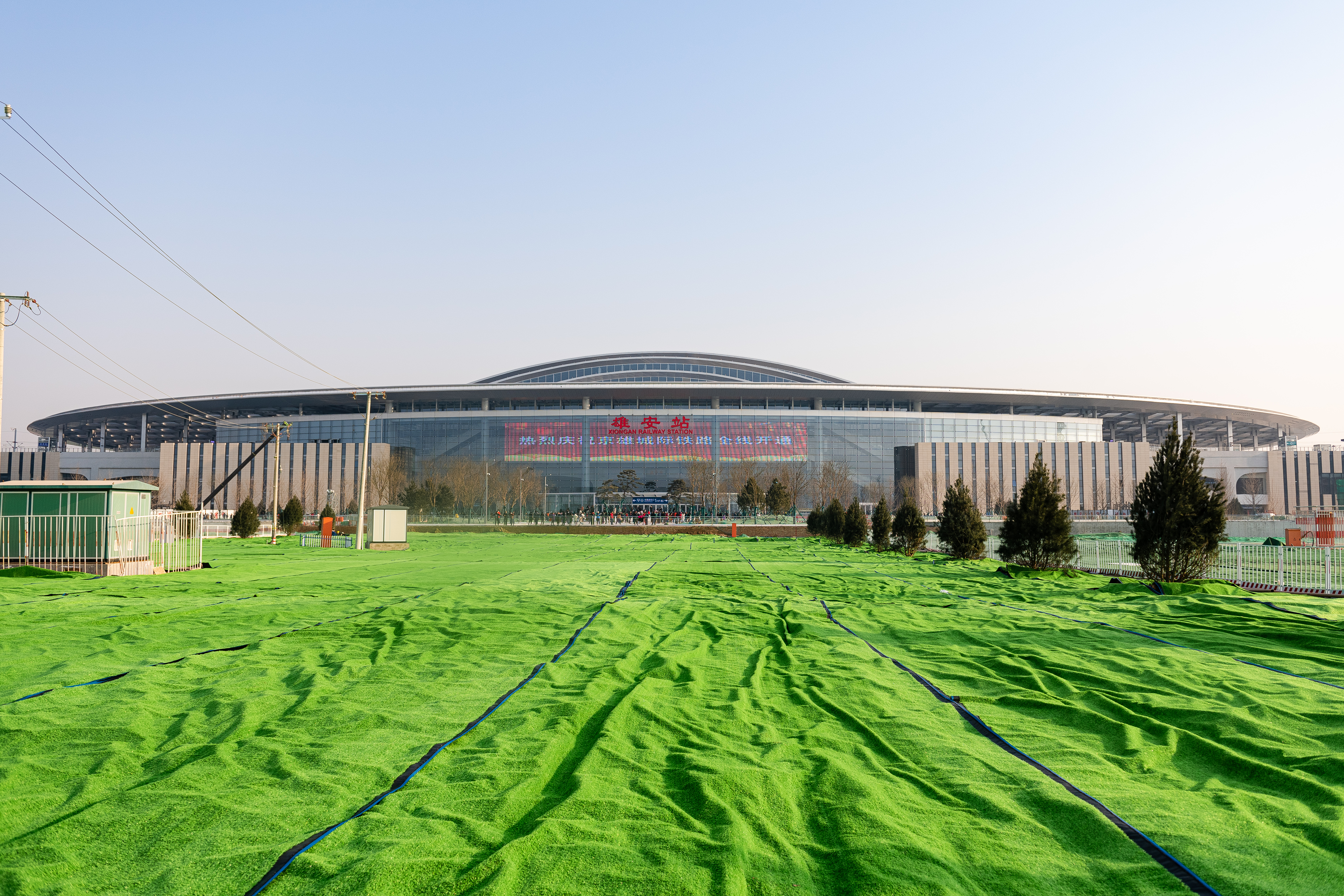
Gare de Xiong'an en 2020